# Bonifacio de Liébana Serrano

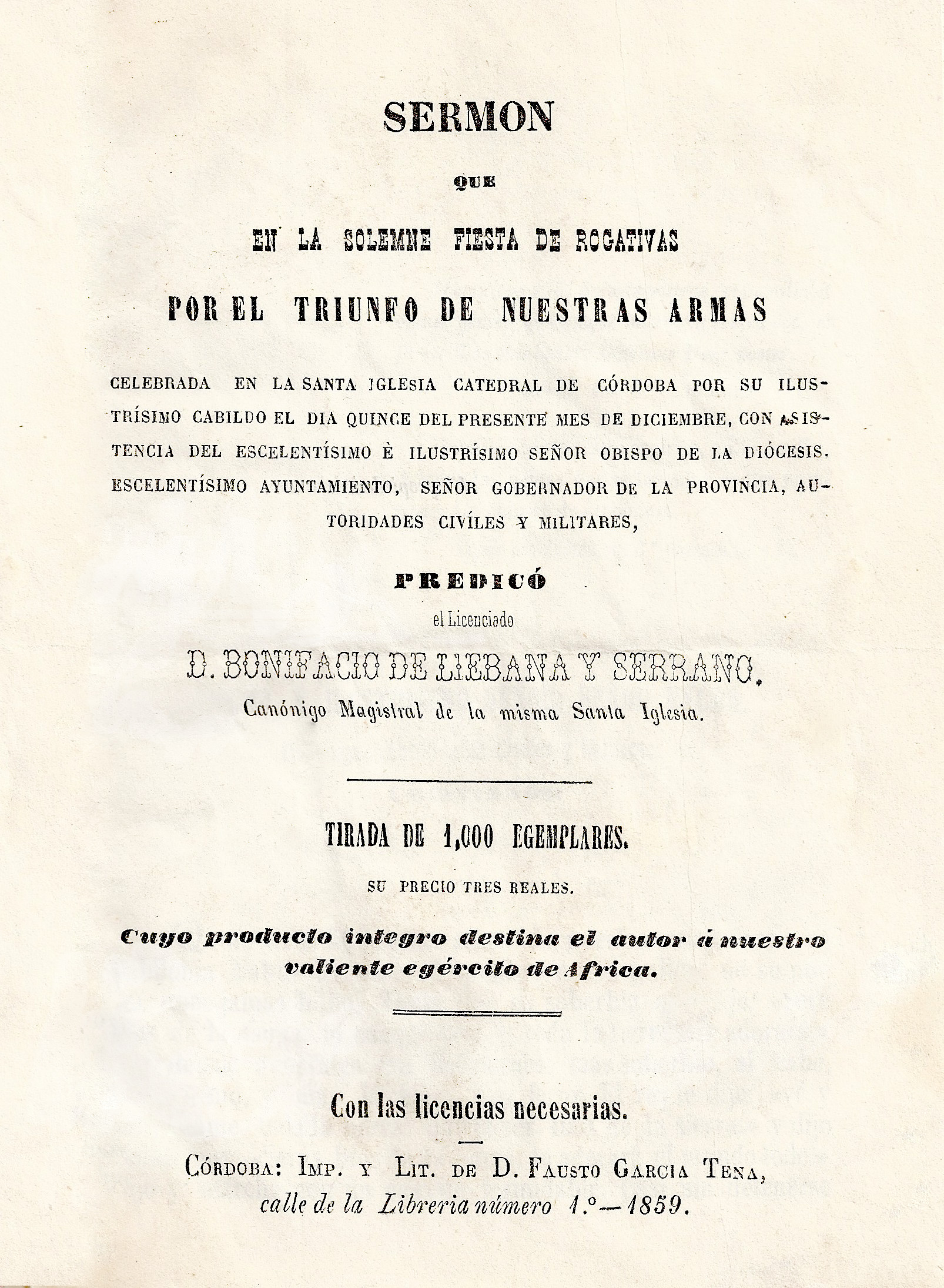
1859. Sermón en la Catedral de Córdoba.

Bonifacio José de Liébana Serrano. (Valdepeñas de Jaén, 14 de mayo de 1808 – Jaén, 23 de octubre de 1868) fue un sacerdote y profesor giennense, natural de Valdepeñas de Jaén. Canónigo Magistral de la Mezquita-catedral de Córdoba, Cofundador del Colegio de Humanidades de Nuestra Señora de la Capilla de Jaén, y de otras instituciones educativas de la misma ciudad. Participó de la fundación del Monte de Piedad y Caja de Ahorros de Córdoba, institución fundada por el arcediano Don José Medina y Corella, colaborando como miembro del cabildo catedralicio en su reconocimiento como institución benéfico social a partir de 1866.

## Biografía
Nacido en Valdepeñas de Jaén el 15 de mayo de 1802. Hijo de Miguel de Liébana Carrillo y de Florentina Serrano Zafra, naturales de Valdepeñas. Era sobrino carnal del guerrillero Francisco de Liébana Carrillo (hermano de su padre), de la partida de Pedro del Alcalde, fusilado por los franceses en Lucena durante la Guerra de la Independencia Española.
Hizo sus estudios eclesiásticos en el Colegio-Seminario de San Felipe Neri de Baeza bajo la protección del prior de Valdepeñas de Jaén, doctor don Cristóbal José de Tapia, que era vicerrector del mismo. Allí fue ordenado como presbítero.
Cofundador del 'Colegio de Humanidades de Nuestra Señora de la Capilla', de Jaén, ocupando el cargo de Vicedirector, desde 1838. Formó sociedad con los presbíteros don Juan Ildefonso Martínez y don Domingo Rivera, para crear un nuevo colegio denominado 'Colegio de Humanidades', en el que ocupa la dirección (1842). Más tarde funda el "Colegio de pensionistas alumnos del Instituto" a su costa y como institución privada de enseñanza. Opositó junto con don Manuel Muñoz Garnica a las canonjías de Magistral (1852) y Lectoral de la Iglesia Catedral de Jaén (1852). Fue además durante algún tiempo presidente y catedrático del Colegio penitenciario de Orihuela. Para finalmente ocupar el oficio de canónigo Magistral de la Catedral de Córdoba (1858). 
En el Libro de Pasaportes existente en el Archivo Municipal de Valdepeñas de Jaén, asiento 68, del 29 de junio de 1827, se le describe de la siguiente forma: "edad: 19 años. estatura: regular. pelo: castaño. ojos: melosos. nariz: larga. barba: poca. cara: oval. color: blanco". 
Otorgó testamento ante el escribano de Córdoba, don Federico Barroso y Lora (31 de diciembre de 1867) y falleció en Jaén el 23 de octubre de 1868.